# Cynometra mirabilis
Cynometra mirabilis är en ärtväxtart som beskrevs av M.S.Knaap-van Meeuwen. Cynometra mirabilis ingår i släktet Cynometra, och familjen ärtväxter. Inga underarter finns listade i Catalogue of Life.